# Hellmuth Kneser
Hellmuth Kneser (Tartu, 16 de abril de 1898 — Tübingen, 23 de agosto de 1973) foi um matemático alemão.

## Vida e obra
Filho do matemático Adolf Kneser, estudou na universidade de Wrocław a partir de 1916, onde seu pai foi professor de matemática, onde frequentou aulas de Erhard Schmidt. 

## Obras
- Funktionentheorie. Studia Mathematica, Göttingen, 1958, 2ª edição, 1966